# 3 ruble – 20 złotych (1834–1841)
3 ruble – 20 złotych (1834–1841) – złota dwunominałowa moneta o wartości trzech rubli i jednocześnie dwudziestu złotych, przygotowana dla Królestwa Kongresowego okresu po powstaniu listopadowym, wprowadzona do obiegu jednocześnie na terenie Królestwa i Imperium Rosyjskiego ukazem carskim z 1 maja 1834 r. Moneta była bita w mennicach w Petersburgu i w Warszawie, w latach 1834–1841, według rosyjskiego systemu wagowego – zołotnikowego, opartego na funcie rosyjskim.

## Awers
Na tej stronie umieszczono orła cesarstwa rosyjskiego – dwugłowy orzeł z trzema koronami, w prawej łapie trzyma miecz i berło, w lewej jabłko królewskie, na piersi tarcza herbowa ze Św. Jerzym na koniu powalającym smoka, wokół tarczy łańcuch z krzyżem Św. Andrzeja, na skrzydłach orła sześć tarcz z herbami – z lewej strony Kazania, Astrachania, Syberii, z prawej strony Królestwa Polskiego, Krymu i Wielkiego Księstwa Finlandii. Na dole, po obu stronach ogona orła, znajduje się znak kierownika mennicy w Petersburgu –
- Pawła Daniłowa – litery П Д (pol. P D, 1834–1838) lub
- Aleksego Czadowa – litery А Ч (pol. A Cz, 1839–1841),

a w przypadku monet bitych w Warszawie znak mennicy – litery M W.

## Rewers
Na tej stronie umieszczono nominał 3, z dwóch stron rozety, poniżej napis „РУБЛЯ.”, pod nim nominał 20, pod nim „ZŁOTYCH.”, poniżej rok bicia: 1834, 1835, 1836, 1837, 1838, 1839, 1840 lub 1841, po roku kropka, na samym dole, tylko na monetach z Petersburga, oznaczenie mennicy „С.П.Б.”, dookoła napis:

ЧИСТАВО ЗОЛОТА 81 ДОЛЯ.

## Opis
Monetę bito w złocie próby 916, na krążku o średnicy 19 mm, masie 4,0719 grama, z rantem skośnie ząbkowanym. Według sprawozdań mennic w latach 1833–1841 w obieg wypuszczono 203 410 monet, z czego 201 964 sztuk z mennicy w Petersburgu oraz 1446 sztuk z mennicy w Warszawie.
Stopień rzadkości poszczególnych roczników i typów monet przedstawiono w tabeli:
| Rocznik                   | Mennica | Stopień rzadkości | Szacowana liczba egzemplarzy | Uwagi                                      | Zdjęcie |
| ------------------------- | ------- | ----------------- | ---------------------------- | ------------------------------------------ | ------- |
| 3 ruble – 20 złotych 1834 | С.П.Б.  | R2                | 3001–15 000                  |                                            |         |
| 3 ruble – 20 złotych 1834 | M.W.    | R5                | 26–120                       |                                            |         |
| 3 ruble – 20 złotych 1835 | С.П.Б.  | R2                | 3001–15 000                  |                                            |         |
| 3 ruble – 20 złotych 1835 | M.W.    | R5                | 26–120                       |                                            |         |
| 3 ruble – 20 złotych 1836 | С.П.Б.  | R3                | 601–3000                     |                                            |         |
| 3 ruble – 20 złotych 1836 | M.W.    | R5                | 26–120                       |                                            |         |
| 3 ruble – 20 złotych 1837 | С.П.Б.  | R2                | 3001–15 000                  |                                            |         |
| 3 ruble – 20 złotych 1837 | M.W.    | R5                | 26–120                       |                                            |         |
| 3 ruble – 20 złotych 1838 | С.П.Б.  | R2                | 3001–15 000                  |                                            |         |
| 3 ruble – 20 złotych 1838 | M.W.    | R6                | 7–25                         |                                            |         |
| 3 ruble – 20 złotych 1839 | С.П.Б.  | R3                | 601–3000                     |                                            |         |
| 3 ruble – 20 złotych 1839 | M.W.    | R6                | 7–25                         |                                            |         |
| 3 ruble – 20 złotych 1840 | С.П.Б.  | R3                | 601–3000                     |                                            |         |
| 3 ruble – 20 złotych 1840 | M.W.    | R7                | 4–6                          | w niektórych katalogach jako moneta próbna |         |
| 3 ruble – 20 złotych 1841 | С.П.Б.  | R8                | 2–3                          | w niektórych katalogach jako moneta próbna |         |

Ponieważ daty na monecie mieszczą się w latach panowania Mikołaja I, więc w numizmatyce rosyjskiej zaliczana jest do kategorii monet tego cara.
Liczba znanych odmian łącznie z wszystkich lat bicia wynosi:
- z mennicy w Petersburgu – 12[18] (z uwzględnieniem wariantów – 23[19])
- z mennicy w Warszawie – 7[20]